# Elaine Paige
Elaine Paige, OBE (Barnet, 5 de março de 1948), nome artístico de Elaine Mary Bickerstaff, é uma cantora, dançarina e atriz britânica.
Atuou em diversos espetáculos musicais, entre eles Cats, de Andrew Lloyd Webber, baseado em um livro infantil de T.S. Eliot. O espetáculo ficou 21 anos em cartaz em Londres e Elaine estreou no papel da felina "Grizabella" no dia 11 de maio de 1981.

Foi agraciada com a Ordem do Império Britânico em 1995.
Em 2009, Susan Boyle, durante sua primeira audição no programa de calouros britânico Britain's Got Talent, citou Elaine Paige como seu ícone na música.
Em 2014, Paige celebrou seus 50 anos no show business. Paige anunciou em seu site oficial uma turnê de "Farewell" e um novo álbum de carreiraThe Ultimate Collection para comemorar esse marco em sua carreira.